# Makkabi Ironi Asdód

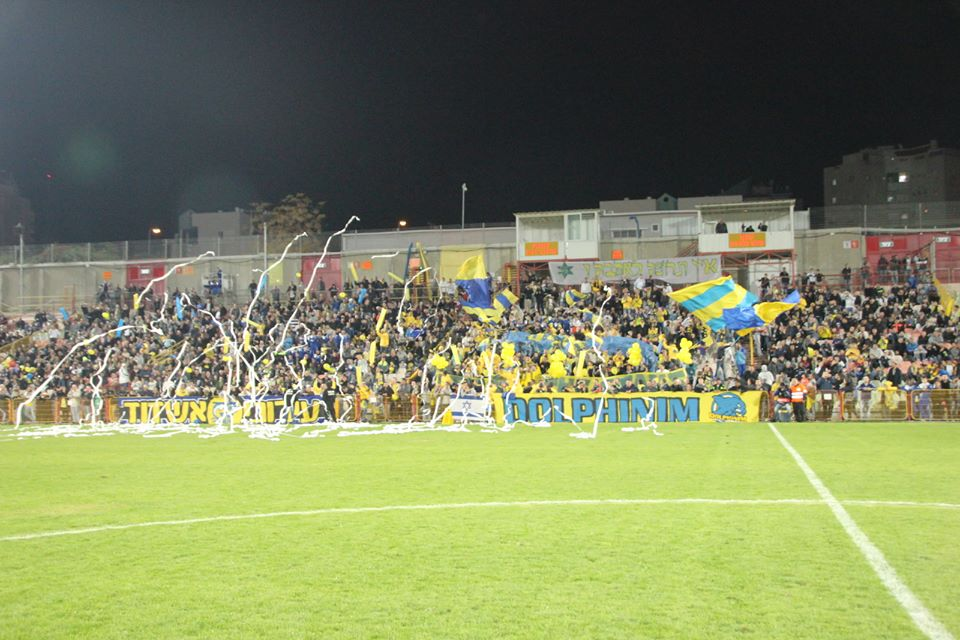
Szurkolók az Asdódi derbin 2015-ben.

A Makkabi Ironi Asdód (héber betűkkel מכבי עירוני אשדוד) egy izraeli labdarúgócsapat, amely jelenleg a izraeli harmadikosztályban szerepel. A csapat 1993 és 1999 között a Ligat háAl-ban, azaz az élvonalban játszott.

## Történelem
A Makkabi Asdódot 1961-ben alapították. Az 1981-1982-es idény előtt összeolvadt a Beitar Asdód csapatával és Makkabi Ironi Asdód néven folytatta szereplését. Az 1992-1993-as szezon végén első alkalommal harcolták ki, hogy az élvonalban szerepelhessenek. Az 1998-1999-es idény végén a helyi önkormányzat nyomására összeolvadt a Hapóél Asdód csapatával és MSZ Asdód néven szerepelt a továbbiakban, de a szurkolók nehezen azonosultak az új klubszínekkel és a megváltoztatott címerrel.
A két klub végül különvált és a Makkabi megszűnt. 2015-ben a szurkolók segítségével újraalapították a klubot, és beneveztek az izraeli legalsó ligába, a League Gimelbe is. A 2015-2016-os szezon óta ismét profi alapon, az izraeli negyedosztályban szerepel a klub.

## Jelentős játékosok
- Álón Hazan
- Naór Galili
- Yigal Zrihan
- Ámir Turjeman
- Balog Tibor
- Czéh László
- Mészöly Géza
- Thompson Oliha

## Eredményei
- Izraeli kupa (Gvíá Hamedíná – Állami kupa)
  - Elődöntő (1): 1997–98
- Izraeli másodosztály
  - Második hely: 1992-93, 1996-97